# هدل
هدل (به هلندی: Hedel) یک منطقهٔ مسکونی در هلند است که در ماس‌دریل واقع شده‌است. هدل ۴٫۸۴۹ نفر جمعیت دارد.